# Novomîkolaiivka, Melitopol
Novomîkolaiivka (în ucraineană Новомиколаївка) este localitatea de reședință a comunei Novomîkolaiivka din raionul Melitopol, regiunea Zaporijjea, Ucraina. În secolul al XIX-lea, satul făcea parte din volostul Terpinnea, uezdul Melitopol, guberniei Taurida.

## Demografie
Componența lingvistică a localității Novomîkolaiivka
     Ucraineană (84,89%)
     Rusă (14,05%)
     Alte limbi (0,61%)
Conform recensământului din 2001, majoritatea populației localității Novomîkolaiivka era vorbitoare de ucraineană (84,89%), existând în minoritate și vorbitori de rusă (14,05%).